# Szikambria

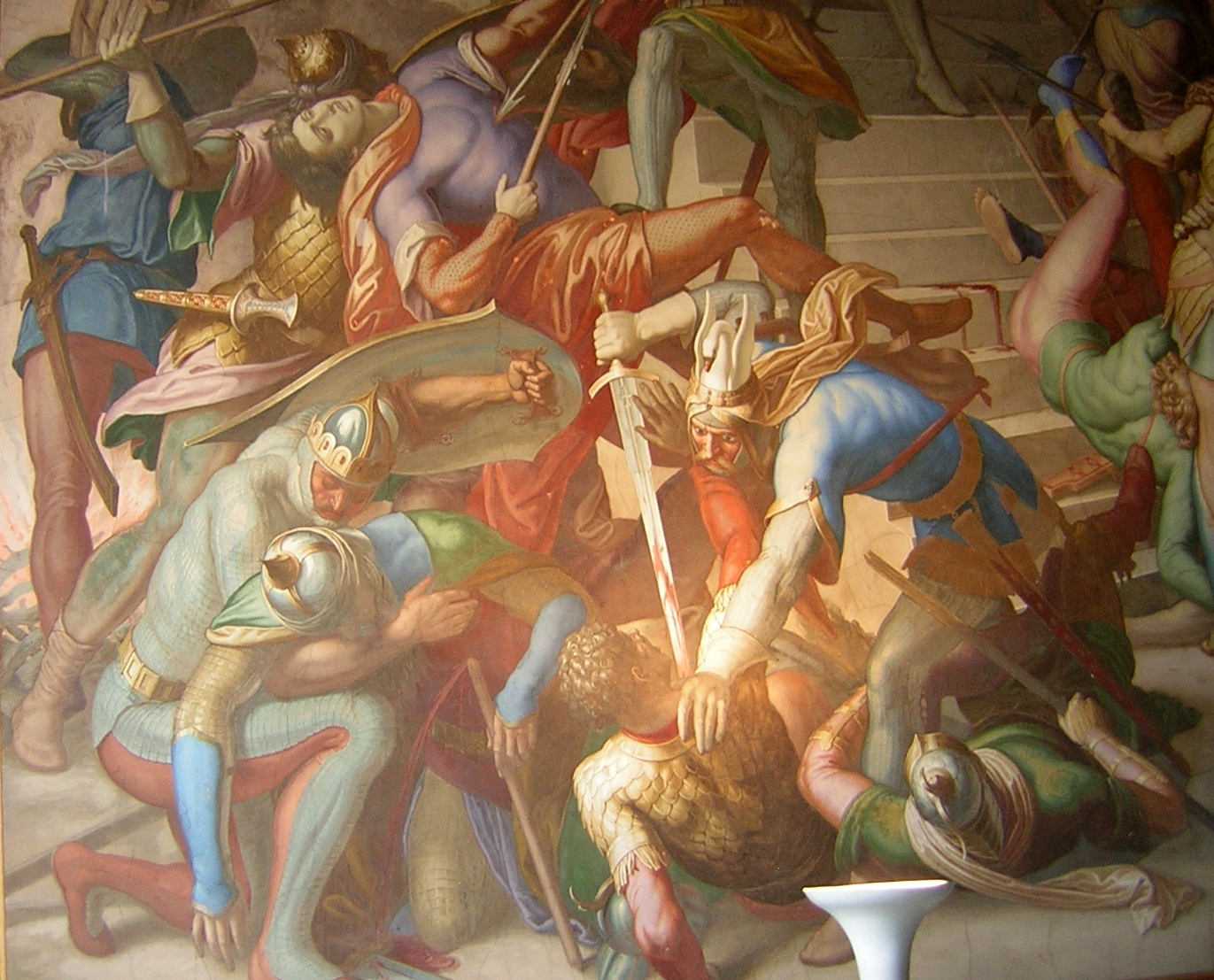
A nibelungok és a hunok csatája

Szikambria (Sicambria) egy krónikákból és legendákból ismert város volt Pannónia területén, a Duna partján. A mondák egyértelműen arról tudósítanak, hogy Attila hun király székhelye volt. A település pontos helyét ma is számtalan vita övezi.

## Nevének eredete
A szugamber germán frank törzset a rómaiak i. e. 8-ban legyőzték és Galliába telepítették, így ezen a néptörzsön, a szikambereken keresztül az 5. századi frank írástudók a népet a trójaiaktól származtatták. A 6. században Tours-i Szent Gergely ősi lakhelyükként Pannoniát említi, a 7. századi Gesta Regum Francorum szerint a trójai eredetű frankok Pannónia határánál várost alapítottak, amit saját magukról Szikambriának neveztek el, és ez az elképzelés terjedt el a középkori irodalomban.

## Sicambria a középkori forrásokban

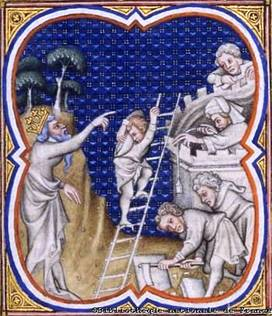
Szikambria építése

A Liber Historiae Francorum szerint a trójai menekültek átmenetileg tartózkodtak Pannóniában, ahol megalapították Sicambriát. Ezt a Pannóniát azonban a szerző a Meótisz mocsarai mellé helyezte.
A 8. századi, Aethicus Ister-féle Cosmographia szintén említi a trójai menekültekből frankokká váló nép Sicambria nevű városát, ám annak helyszínét Germániába helyezi. Vezetőiket Francusnak és Vassusnak mutatja be.
Viterbói Gottfried történetíró a 12. században két helyszínen is megjelölte Sicambriát: egyrészt a már említett meótiszi mocsarakban, amelyet azonban ő Ungaria vetusnak, azaz Régi Magyarországnak nevezett. Egy másik szövegrészben azonban már azt írta, hogy az illyricumon keresztül Pannóniába bevándorló frankok Magyarország területén építették fel Sicambriát.
Szikambria építése a Tárih-i Üngürüsz elbeszélése nyomán:
"Egy nap a Duna folyó partján egy hegy tetejére értek, mely Szikara néven volt ismeretes. Mikor erre a pompás helyre néztek, látták, hogy szerfölött kellemes, füves, madárdalos, úgyhogy mindenfelé virággal van díszítve és körös-körül virágdísszel ékeskedik, madarai kellemes dalolással énekelnek.
A kanyargó patakok egyik kerten át a másikba folydogálnak az élet örömére teremtett virágok rózsáskertben.
Minden tája különféle gyümölcsökkel tele, minden oldalon színes gyümölcsökben bővelkedik, levegője kellemes, minden tája jól bejárható, áldása [terményei] és kenyere bőséges, úgyhogy minden tekintetben bővelkedő tartomány.
Ezt a paradicsomi vidéket ő azonnal megkedvelte, és megparancsolta, hogy a Szikan hegy tetejére egy hatalmas várat építsenek. Azután egy szerencsés órában felhúzták a várfalakat és tornyokat. Jó ideig dolgoztak, végül is [a vár] készen lett.
Mivel szerfölött gazdag és terményekben bővelkedő tartomány volt, ez oknál fogva nevezték el Pannonijának, ami latin nyelven "kenyeret" jelent. Azután, mivel Firanko azt a várost a Szikara hegy tetején építette fel, mert annak hegynek Szikara volt a neve, azt találta megfelelőnek, hogy a városnak Szikamberijja nevet adja. "

## A magyar krónikák szerint
A 13. században  Kézai Simon szerint Attila magyar királynak Szikambriában (németül Etzelburg) fontos központja volt és itt is temették el. A Képes Krónika a francia mondákat követve a Szikambria név magyarázatát összekapcsolta Párizs névmagyarázatával és a trójai mondakörrel is. Egyes feltételezések szerint Kézai Simon egy Aquincumban talált római sírfelirat alapján vélekedett úgy, hogy az óbudai királyi vár közelében lévő régi romok Sicambriával azonosak.
Anonymus a Gesta Hungarorum című művében a következőket írja Attila városáról: 
"A révet, ahol az átkelést végrehajtották, Magyar-révnek nevezik el azért, mert a hét fejedelmi személy, akit hétmagyarnak mondtak, ott hajóztak át a Dunán. Mikor odaát voltak, tábort ütöttek a Duna mellett a felhévizekig. Ennek hallatára a Pannónia földjén lévő összes rómaiak futással biztosították életüket. Másnap pedig Árpád vezér meg minden főembere, Magyarország valamennyi vitézével együtt, bevonult Attila király városába. Ott látták a királyi palotákat – egyeseket földig romban, másokat nem -, és fölötte csodálták mindazt a kőépületet."
Anonymus tehát a Megyeri-rév közelében lévő városról tudósít, ez valószínűleg a mai óbuda és környéke, illetve a budakalászi és pomázi romterületre értendő. Anonymus III. Béla király jegyzője volt, és semmi bizonyíték nincs arra, hogy Attila hun uralkodó központja tényleg ezen a területen volt-e, vagy csak politikai megrendelésre írta le ezen információt.
1346-ban két oklevél szól az óbudai klarissza kolostor alapításáról, amelyek szerint azt Sicambria városában kell majd megalapítani.
1375-ben és 1376-ban ugyanerről a kolostorról állította két oklevél, hogy az Sicambria városában található.
A 16. századi oklevelek viszont már Óbuda városától északra, az ott található romokban jelölték meg az egykori Sicambria helyét.
A Szikambria elnevezés a népnyelvben is elterjedt a 16. században, illetve még a 17. századi térképek is megemlítik.
Tinódi Lantos Sebestyén is említi Erdéli História c. művében, Skanbria néven, leírása alapján a Budát körülzáró törökök tábora közelében lehetett. Szulejmán szultán 1541. augusztus 26-tól Óbuda közelében táborozott.

## Sicambria, mint személynév
Egyes középkori forrásokban személynévként jelenik meg, amely a híres trójai királynak, Priamosznak a középkori forrásokban szereplő testvérére utal.

## Sicambria és Ősbuda
A középkori magyar elbeszélő források nyomán egyesek úgy vélik, hogy Sicambria, amely azonos az ősi Buda városával, valahol Budapesttől északnyugatra, vagy a Pilis hegységben található. Sashegyi Sándor amatőr régész Pomáz határában a Klissza-dombon lévő romokban vélte felfedezni az ókori, majd középkori város maradványait.
Noszlopi Németh Péter újságíró Pilismarót közelében vélte megtalálni Ősbudát és Sicambriát, és a település közelében lévő Castra ad Herculem római romjaival vélte azonosítani. Könyvének posztumusz megjelenését követően számos teória látott napvilágot Sicambria hollétét illetően.
Lánszki Imre ökológus az egykori Sicambriát Budakalász határában, a Nagy-Kevély oldalában véli megtalálni. A kutató egy várat, egy várost valamint fejedelmi sírokat feltételez a helyszínen.

## Sicambria helye a tudományos kutatások szerint
Sicambria városának ókori létezését semmilyen felirat vagy írott forrás nem támasztja alá. A város létezése csak a középkori írott forrásokban kerül elő, először a frank-trójai történettel összefüggésben. Az évszázadok során Sicambria helyszínét az egyes középkori szerzők máshol jelölték meg. A középkorban először Magyarországon, majd közelebbről Óbudán, illetve később a tőle északra fekvő római romokban rögzült Sicambria elnevezése.

## Ajánlott irodalom
- Budapest története I. (Szerk. Gerevich László, Bp., 1973)
- Eckhardt Sándor: Sicambria. Egy középkori monda életrajza, Minerva, 1927

## Külső hivatkozások
- Kanyó Ferenc: Óbudától Ősbudáig. Egy mítosz historiográfiája
- Kanyó Ferenc: Ősbuda legendákról a Tényleg?! oldalon. 2013. február 24.
- Hol volt Óbuda? Beszélgetés Laszlovszky József régésszel. Dokumentumfilm
- Spekner Enikő – B. Szabó János – Kanyó Ferenc: Hogyan kerülhetett Sicambria Óbudára? Egy hagyomány genezise